# Trimeresurus truongsonensis
Espèce
Synonymes
- Viridovipera truongsonensis
(Orlov, Ryabov, Thanh & Cuc, 2004)

Trimeresurus truongsonensis est une espèce de serpents de la famille des Viperidae. 

## Répartition
Cette espèce est endémique du centre du Viêt Nam.

## Description
C'est un serpent venimeux.

## Publication originale
- Orlov, Ryabov, Thanh & Cuc, 2004 : A new species of Trimeresurus (Ophidia: Viperidae: Crotalinae) from Karst region in Central Vietnam. Russian Journal of Herpetology, vol. 11, n. 2, p. 139-149.